# جامعة ميرسر مدرسة الطب
جامعة ميرسر مدرسة الطب (بالإنجليزية: Mercer University School of Medicine)‏ هي إحدى الكليات لتدريس الطب في الولايات المتحدة الأمريكية. تقع في مدينة ماكون في ولاية جورجيا الأمريكية. نوع الشهادة الطبية التي يتم تحصيلها هناك هي دكتور في الطب.